# Karl av Österrike-Teschen
Ärkehertig Karl av Österrike, hertig av Teschen, född 5 september 1771 i Florens, död 30 april 1847 i Wien, var en österrikisk fältmarskalk, militärförfattare, och son till kejsar Leopold II och Maria Ludovika av Spanien. 

## Biografi
Den unge Karl hade svag kroppsbyggnad och drog sig gärna undan och fördjupade sig i sina älsklingsstudier, de militära. De krig, som franska revolutionen framkallade, gav honom snart tillfälle att använda sina kunskaper i franska revolutionskrigen. Redan 1792 förde han en brigad, och de båda följande årens fälttåg gjorde honom så bemärkt, att han 1796 fick befälet över armén i Tyskland, med vilken han gick från den ena segern till den andra. 1799 stred han åter med framgång på den tyska krigsskådeplatsen, men måste 1800 på grund av sjukdom nedlägga befälet. Han återtog det dock samma år efter österrikarnas nederlag i slaget vid Hohenlinden.
Som president i hovkrigsrådet 1801-1805 arbetade han outtröttligt på att förbättra den österrikiska krigsmakten. Arbetet avbröts krigsutbrottet 1805, då Österrike anslöt sig till den tredje koalitionen mot det nyligen (16 maj 1804) utropade franska kejsardömet (se Napoleonkrigen). Han fick då sin verksamhet på italienska krigsskådeplatsen, där han vann den lysande segern i slaget vid Caldiero 30 oktober. Efter Ulms fall kallades han med sin armé till Tyskland, men vid hans ankomst dit var kriget redan avgjort. Han fortsatte efter detta som krigsminister sin organisatoriska verksamhet, till dess 1809 års händelser åter sände ut honom på krigsskådeplatsen. Han visade sig som en värdig motståndare till Napoleon I. Han besegrade denne i slaget vid Aspern-Essling i maj 1809, men besegrades i slaget vid Wagram i juli samma år. Ärkehertig Karl står staty i Wien, avbildad på hästrygg under slaget vid Aspern-Essling. 
Ärkehertig Karl deltog inte i de följande krigen mot Napoleon. 1815 blev han guvernör i Mainz. All den tid, som inte upptogs av tjänsten, ägnade han åt att fullkomna den österrikiska armén och att inom denna utveckla en äkta soldatanda. Främst arbetade han dock på höjandet av officerarnas vetenskapliga utbildning. För ändamålet författade han en mängd avhandlingar i krigskonstens olika delar, bland vilka hans Grundsätze der strategie, erläutert durch die darstellung des feldzugs von 1796 in Deutschland(3 delar, 1814) intar främsta rummet. 1893-95 utkom 16 tjocka band Ausgewählte schriften weiland seiner käföerlichen Hoheit des Erzherzogs Carl von Oesterreich.
Karl dog i Wien år 1847.

## Familj
Ärkehertig Karl var son till Leopold II och hans maka, Maria Ludovika av Spanien.
Gift i Weilburg 1815 med prinsessan Henrietta av Nassau-Weilburg (1797-1829).

### Barn
1. Maria Theresa av Österrike (1816-1867) gift med Ferdinand II av Bägge Sicilierna (1810-1859)
2. Albrecht av Österrike-Teschen, hertig av Teschen (1817-1895) gift med Hildegard av Bayern (1825-1864)
3. Karl Ferdinand av Österrike (1818-1874) gift med Elisabeth av Österrike (1831-1903)
4. Fredrik Ferdinand av Österrike (1821-1847) ogift
5. Rudolf av Österrike (f. och d. 1822)
6. Maria Carolina av Österrike-Teschen (1825-1915) gift med Rainer av Österrike (1827–1913)
7. Wilhelm Frans Karl av Österrike (1827-1894) ogift

## Galleri

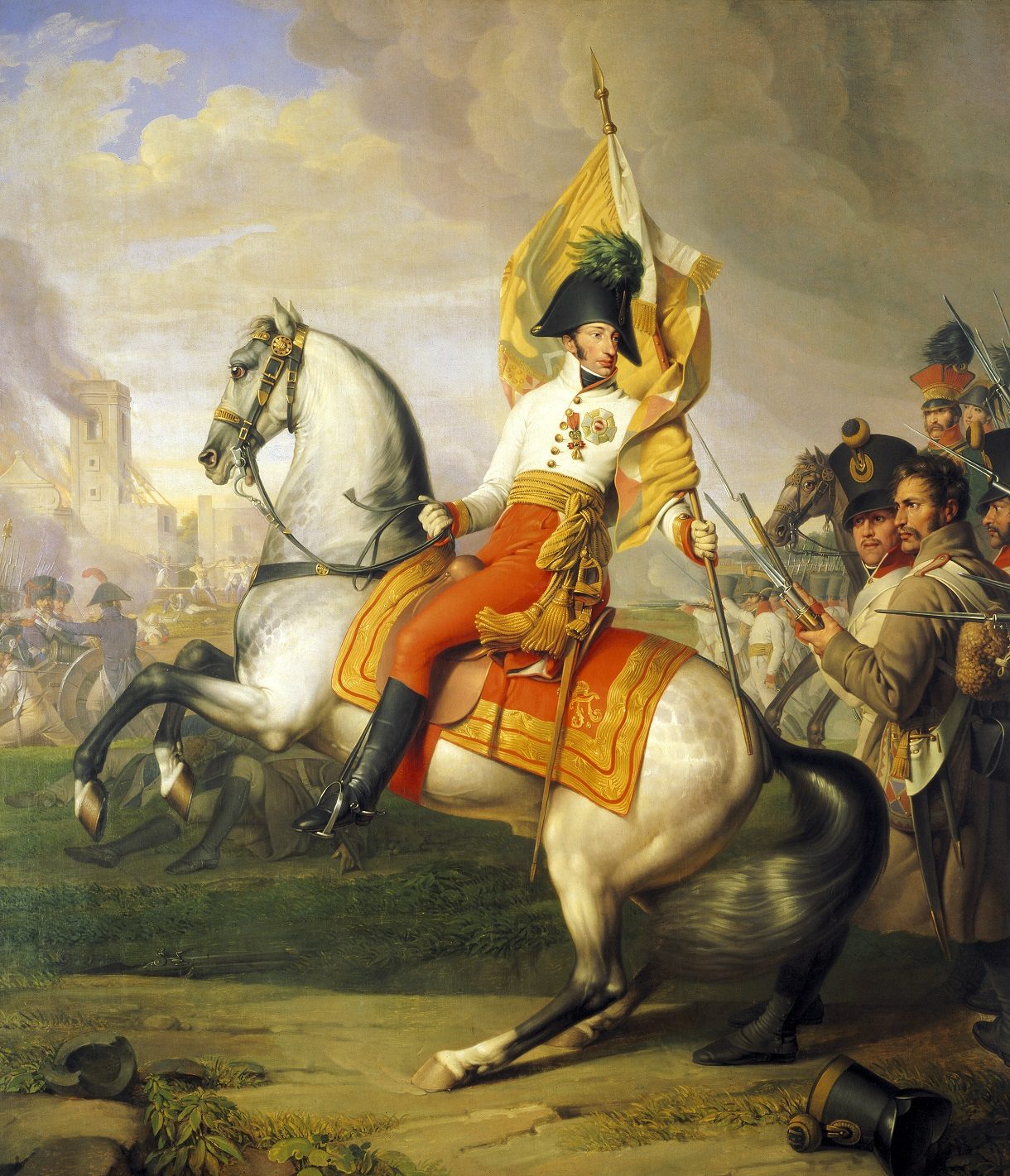
Ärkehertig Karl segrar vid Aspern-Essling, målning av Johann Peter Krafft.
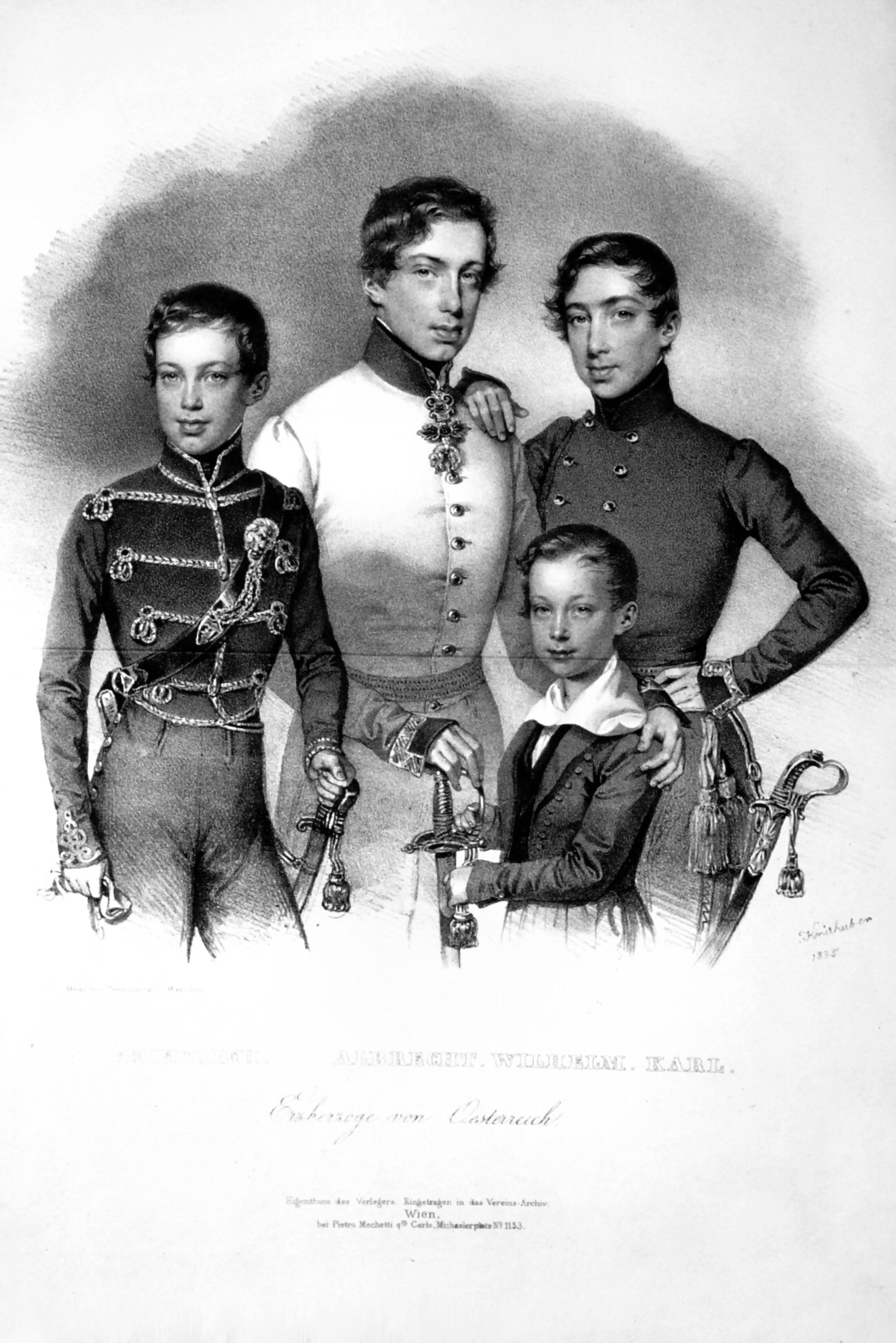
Ärkehertig Karls söner 1835.